# Codename: CURE
 (août 2019).
Codename: CURE est un jeu de tir à la première personne (FPS) sur le thème de l'apocalypse zombie disponible sur Windows, Linux et Mac OS développé et édité par Hoobalugalar_X et publié sur Steam le 31 octobre 2017. Il peut être joué en mode solo ou multijoueur, avec un maximum de cinq joueurs, avec ou sans coéquipiers contrôlés par l'ordinateur.

## Système de jeu
Le jeu propose une variété de modes de difficulté, qui sont automatiquement adaptés en fonction du nombre de joueurs.
Il y a cinq classes différentes:
- Pointman (tireur d'élite): C'est la classe la plus rapide. Son arme principale est un fusil de chasse, ce qui le rend idéal pour les combats à courte distance. Leurs armes secondaires sont des armes doubles, qui ont une cadence de tir élevée, mais ne causent pas beaucoup de dégâts. Cette classe possède également des grenades à fragmentation, qui vous permettent de détruire rapidement un groupe de zombies.
- Support: Il a une vitesse moyenne et ses armes n'infligent pas beaucoup de dégâts. Son utilité est de soutenir les autres membres de l’équipe, soit en les guérissant, en leur donnant des munitions ou une armure. Le support est armé d'une mitraillette et en tant qu'arme secondaire, il ne possède qu'un seul pistolet.
- Assault: Il a une vitesse moyenne et est équipé d'un fusil d'assaut Galil et d'un pistolet CZ 75 comme arme secondaire.
- Technicien: Il a une vitesse moyenne. Son arme principale est un fusil à pompe, similaire à celui de la classe des "pointman (tireurs d'élite)" mais avec une cadence de tir inférieure. L'arme secondaire est la même que la classe de soutien (support). Comme compétence spéciale, ce type de soldat possède une tourelle avec une infinité de munitions, ce qui est très utile pour distraire les zombies et défendre l’équipe. De plus, si la tourelle est détruite, elle explosera en éliminant les ennemis dans un rayon proche. Vous pouvez restaurer vos points d'impact en les récupérant et en les conservant dans l'inventaire pendant un certain temps.
- Sniper: Il a une vitesse moyenne. Son arme principale est un fusil de sniper semi-automatique et son arme secondaire un pistolet. En tant que compétence spéciale, cette classe a la capacité de lancer des grenades incendiaires.

Il existe également trois types de zombies:
- Runner Zombie: il court rapidement et attaque aussi rapidement.
- Walker Zombie: Il marche lentement et attaque lentement.
- Soldat Zombie: Il est le plus lent de tous et ses attaques le sont aussi. Cependant, il a beaucoup de vie et il fait beaucoup de dégâts s'il vous touche[4].

## Accueil
Jeuxvideo.com (14/20) : "Entre No More Room in Hell et Left 4 Dead, Codename CURE convainc grâce à un dispositif clair, un gameplay précis, des sensations à niveau, et un univers sombre, tout ce qu'il y a de plus gouleyant pour les chasseurs de Zombies. Un free to play qui ne fanfaronne pas graphiquement parlant mais qui développe un gameplay tout ce qu'il y a de racé et percutant. Le genre de F2P que l'on aimerait voir plus souvent. Un vrai jeu à tester entre amis consentants. Bonne soupe de cervelles."